# Science Communication
Science Communication är en vetenskaplig tidskrift med expertgranskning som behandlar kommunikation inom vetenskap och teknik. Chefredaktör är Lee Ann Kahlor (University of Texas i Austin). Det grundades 1979 som Knowledge: Creation, Diffusion, Utilization, fick sitt nuvarande namn 1994 och publiceras av SAGE Publications.

## Abstraktion och indexering
Tidskriften är sammanfattad och indexerad i Scopus, CAB Abstracts-databaserna, ERIC, EBSCO-databaserna, ProQuest-databaserna och Social Sciences Citation Index. Enligt Journal Citation Reports har tidskriften en impact factor på 4,6 år 2023.